# شقاء حيوانية
الشَّقَّاءُ الحيوانيَّة (باللاتينية: Bifidobacterium Animalis) بكتيريا موجبة الغرام عصوية لاهوائية من جنس الشقاوات موجودة في الأمعاء الغليظة عند الثدييات والبشر.
وصفتا الشقاء الحيوانية والشقاء اللبنية نوعين مختلفين سابقًا. تعد السلالتين حاليا شقاوات حيوانية.